# MNC Corporation
PT MNC Investama Tbk (MNC Corporation, MNC Group) – indonezyjski konglomerat. Został założony w 1989 roku.
Zakres działalności MNC Corporation obejmuje media, usługi finansowe, energię i zasoby naturalne oraz inwestycje portfelowe.
Założycielem grupy jest Hary Tanoesoedibjo.